# Hideo Kojima
Hideo Kojima (小島 秀夫, Kojima Hideo) est un créateur de jeu vidéo japonais né le 24 août 1963 à Setagaya. Il est avant tout connu pour sa série de jeux vidéo Metal Gear, vendue à plus de 54,5 millions d'exemplaires. Il a également conçu et réalisé les jeux Snatcher, Policenauts, P.T., et plus récemment, Death Stranding, ainsi que produit les jeux Zone of the Enders, Boktai et Castlevania: Lords of Shadow. Il est considéré comme l'une des plus grandes figures du jeu vidéo.
En 2009, il reçoit un Game Developers Choice Award pour l'ensemble de sa carrière.

## Biographie

### Enfance
Hideo Kojima grandit dans le Kansai, région japonaise méridionale. Son père décède quand il a treize ans. Grand fan de cinéma, Kojima réalise plusieurs petits courts métrages en 8 mm au collège. Étant un jeune japonais fan de manga et de robots, il s'intéresse rapidement au jeu vidéo.

### Les débuts chez Konami
Il rentre chez Konami en 1986 et commence directement au poste de game planner (chef de projet). Metal Gear sur MSX2 est sa première production. Jeu d'action, Metal Gear est le précurseur du genre désormais très prisé du jeu d'infiltration.

### Succès planétaire de la sagaMetal Gear Solid

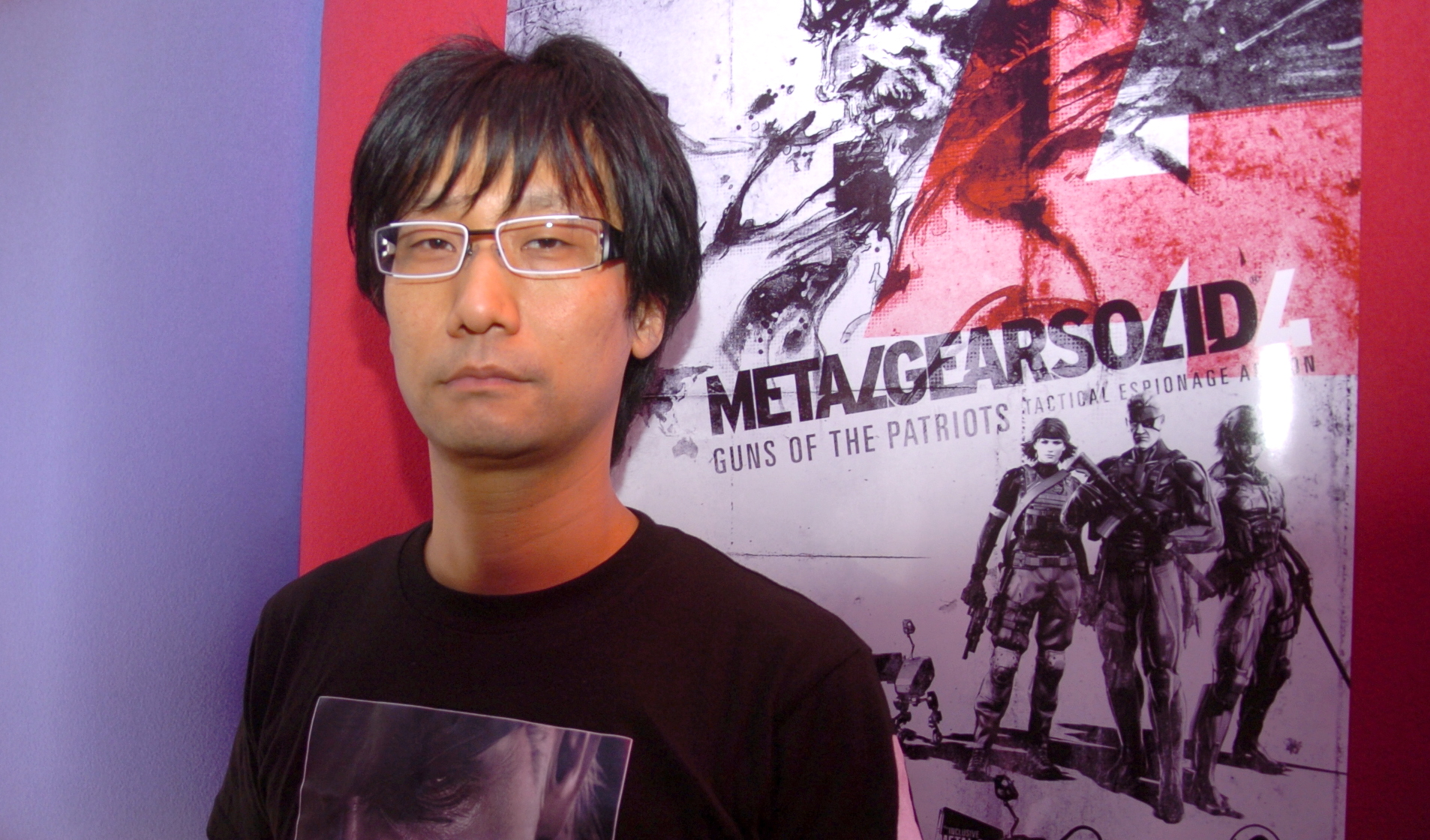
Hideo Kojima, le 09 juin 2008 à Paris.

C'est avec le troisième épisode presque dix ans plus tard, Metal Gear Solid sorti sur PlayStation, que Hideo Kojima fut connu du grand public, grâce à la qualité du scénario et à une réalisation graphique et technique exemplaire qui a fait franchir un cap supplémentaire aux jeux vidéo sur console, par les nouvelles possibilités proposées aux joueurs, mais aussi grâce à sa mise en scène, à mi-chemin entre les chorégraphies Hong Kongaises et l'action Hollywoodienne, qui a imposé depuis un nouveau standard en termes de « prise de vue » de l'action. En ce sens, Metal Gear Solid est une compilation de toute son expérience et du savoir-faire qu'il a acquis durant sa vie de créateur de jeux vidéo, comme avec les titres Snatcher ou Policenauts, inconnus en Occident. Depuis, Kojima est resté fidèle à ses principes, développant et réalisant Metal Gear Solid 2: Sons of Liberty, qui s'écoulera à plus de 7 millions d'exemplaires dans le monde, produisant Zone Of The Enders 1 & 2 et élaborant Boktai 1 & 2, jeux basés sur la luminosité ambiante. Hideo Kojima est promu vice-président de Konami Digital Entertainment, le 1er avril 2011, et a créé son propre studio Kojima Productions.
Kojima annonce lors de la promotion en Europe de Metal Gear Solid 3 que Metal Gear Solid 4 est en développement sur PlayStation 3. Il ajoute qu'il ne réalisera pas cette suite. Mais lors de l'E3, le plus grand salon du jeu vidéo, Kojima révèle qu'il sera bien le directeur de cette suite. Au Tokyo Game Show 2005, Metal Gear Solid 4: Guns of the Patriots est dévoilé de façon bien plus prononcée que lors de l'E3. Il y est montré un univers de guerre futuriste qui, selon les dires de Kojima, représentera la réalité au même titre que les épisodes précédents symbolisaient des décors de cinéma. Fin 2005, il affirme une nouvelle fois que MGS4 sera le dernier épisode de la série MGS auquel il participera en tant que chef de projet, mais confirme que la série des Metal Gear continuera bien, et ce malgré la fin de la période Solid Snake.
Pendant l'E3 2009, il annonce Metal Gear Rising: Revengeance sur PlayStation 3 et Xbox 360 et Metal Gear Solid: Peace Walker sur PSP. À partir du 1er avril 2011, Hideo Kojima devient vice-président de Konami Digital Entertainment aux côtés de Shinji Enomoto. Lors de la Game Developers Conference 2013, Kojima dévoile Metal Gear Solid V: The Phantom Pain.

### La rupture avec Konami
En août 2014, à la suite de la conférence Sony à la gamescom, une bande annonce jouable mise en ligne sur le PlayStation Store révèle qu'un nouvel épisode de la franchise Silent Hill sur PlayStation 4 sera dirigé par Kojima en collaboration avec Guillermo del Toro. Le jeu sera finalement annulé en 2015. Le 19 mars 2015, toutes les références à Kojima ou Kojima Productions sont progressivement effacées de la communication de Konami, et une scission s'est opérée entre l'homme et le studio. Son départ de Konami est annoncé pour décembre 2015, et il continue à travailler en tant que consultant externe afin de finaliser Metal Gear Solid V: The Phantom Pain, qui sera le dernier jeu de la série créée par lui. Le titre s'écoulera à plus de 5 millions d'exemplaires en seulement un mois, signe du succès de la saga, 28 ans après la sortie du premier opus sur MSX2. Selon les dernières déclarations de Konami, la série pourrait tout de même continuer d'exister par la suite, malgré l'absence de son créateur original.

### Création de son propre studio
Le 16 décembre 2015, Kojima annonce qu'il quitte Konami pour fonder son propre studio indépendant. Il conserve le nom de Kojima Productions et annonce dans la foulée un partenariat avec Sony Computer Entertainment pour développer un jeu qui sortira exclusivement sur PlayStation 4, Sony ayant financé la majeure partie du jeu. 
Le 13 juin 2016, Hideo Kojima dévoile à l'E3 2016 une bande-annonce pour le jeu Death Stranding, l'acteur Norman Reedus prête ses traits au personnage figurant dans cette dernière. Une seconde bande-annonce est dévoilée lors de la cérémonie des Game Awards 2016, où l'on peut reconnaître l'acteur Mads Mikkelsen, ainsi que le réalisateur Guillermo Del Toro. Death Stranding sort finalement le 8 novembre 2019. 

### Vie privée
Il est marié et père de deux enfants.
En juillet 2022, Kojima est victime d'un canular propagé sur internet par le militant d'extrême-droite Damien Rieu et repris par des médias grecs et iraniens, qui le prétend coupable de l'assassinat de l'ancien Premier ministre japonais Shinzō Abe. Après l'incident, Kojima Productions condamne ces fausses informations et menace de poursuites judiciaires ceux qui perpétueraient la rumeur.

## Production

### Jeux vidéo
| Date   | Nom du jeu                                                           | Système de jeu                                         | Fonction occupée                                                         |
| ------ | -------------------------------------------------------------------- | ------------------------------------------------------ | ------------------------------------------------------------------------ |
| 1986   | Lost World                                                           | Jamais commercialisé                                   | Directeur assistant                                                      |
| 1986   | Penguin Adventure                                                    | MSX                                                    | Directeur assistant                                                      |
| 1987   | Metal Gear                                                           | MSX 2                                                  | Planification, scénariste, directeur                                     |
| 1988   | Snatcher                                                             | NEC PC-8801, MSX 2, PC-Engine                          | Planification, scénariste, directeur                                     |
| 1990   | SD Snatcher                                                          | MSX 2                                                  | Planification (support), dialogues                                       |
| 1990   | Metal Gear 2: Solid Snake                                            | MSX 2                                                  | Planification, scénariste, directeur, concepteur des personnages         |
| 1994   | Policenauts                                                          | NEC PC-9821                                            | Planification, scénariste, directeur                                     |
| 1995   | Policenauts                                                          | PlayStation                                            | Planification, scénariste, directeur, Editing                            |
| 1995   | Policenauts Pilot Disc                                               | 3DO                                                    | Planification, scénariste, directeur, Editing                            |
| 1995   | Policenauts                                                          | Saturn                                                 | Planification, scénariste, directeur                                     |
| 1997   | Tokimeki Memorial Drama Series Vol. 1: Nijiiro no Seishun            | Saturn, PlayStation                                    | Planification, directeur                                                 |
| 1998   | Tokimeki Memorial Drama Series Vol. 2: Irodori no Love Song          | Saturn, PlayStation                                    | Planification, producteur                                                |
| 1998   | Metal Gear Solid                                                     | PlayStation                                            | Planification, scénariste, directeur, producteur, game designer, Editing |
| 1999   | Metal Gear Solid: Integral                                           | PlayStation                                            | Planification, scénariste, directeur, producteur, Editing                |
| 1999   | Tokimeki Memorial Drama Series Vol. 3: Tabidachi no Uta              | Saturn, PlayStation                                    | Directeur exécutif                                                       |
| 2000   | Metal Gear Solid: Ghost Babel                                        | Game Boy Color                                         | Planification, scénariste, directeur, producteur, Editing                |
| 2001   | Zone of the Enders                                                   | PlayStation 2                                          | Producteur, créateur du film d'ouverture                                 |
| 2002   | Metal Gear Solid 2: Sons of Liberty                                  | PlayStation 2                                          | Planification, scénariste, directeur, producteur, game designer, Editing |
| 2002   | The Document of Metal Gear Solid 2                                   | PlayStation 2                                          | Planification, scénariste, directeur, producteur, Editing                |
| 2003   | Metal Gear Solid 2: Substance                                        | PlayStation 2, Xbox, PC                                | Planification, scénariste, directeur, producteur, Editing                |
| 2003   | Zone of the Enders: The 2nd Runner                                   | PlayStation 2                                          | Planification, producteur                                                |
| 2003   | Boktai                                                               | Game Boy Advance                                       | Planification, producteur                                                |
| 2004   | Metal Gear Solid: The Twin Snakes                                    | GameCube                                               | Producteur, game designer, directeur                                     |
| 2004   | Boktai 2: Solar Boy Django                                           | Game Boy Advance                                       | Planification, producteur                                                |
| 2004   | Metal Gear Acid                                                      | PlayStation Portable                                   | Producteur                                                               |
| 2004   | Metal Gear Solid 3: Snake Eater                                      | PlayStation 2                                          | Planification, scénariste, directeur, producteur, game designer, Editing |
| 2005   | Metal Gear Acid 2                                                    | PlayStation Portable                                   | Producteur                                                               |
| 2006   | Metal Gear Solid 3: Subsistence                                      | PlayStation 2                                          | Planification, scénariste, directeur, producteur, Editing                |
| 2006   | Metal Gear Solid: Digital Graphic Novel                              | PlayStation Portable                                   | Producteur                                                               |
| 2006   | Metal Gear Solid : Portable OPS                                      | PlayStation Portable                                   | Producteur                                                               |
| 2006   | Stock Exchange Kabutore                                              | Nintendo DS                                            | Producteur                                                               |
| 2008   | Metal Gear Solid: Portable Ops Plus                                  | PlayStation Portable                                   | Producteur                                                               |
| 2008   | Metal Gear Solid 4: Guns of the Patriots                             | PlayStation 3                                          | Planification, scénariste, directeur, producteur, Editing                |
| 2010   | Metal Gear Solid: Peace Walker                                       | PlayStation Portable, PlayStation 3, Xbox 360          | Producteur, scénariste, réalisateur                                      |
| 2010   | Castlevania: Lords of Shadow                                         | PlayStation 3, Xbox 360                                | Producteur exécutif                                                      |
| 2012   | Zone of the Enders HD Collection                                     | PlayStation 3, Xbox 360                                | Producteur                                                               |
| 2013   | Metal Gear Rising: Revengeance                                       | PlayStation 3, Xbox 360 et PC                          | Producteur                                                               |
| Annulé | Enders Project (nom de code du troisième opus de Zone of the Enders) | -                                                      | -                                                                        |
| 2014   | Metal Gear Solid V: Ground Zeroes                                    | PlayStation 3, PlayStation 4, Xbox One, Xbox 360 et PC | Planification, scénariste, directeur, producteur, game designer          |
| 2014   | P.T.                                                                 | PlayStation 4                                          | Directeur                                                                |
| 2015   | Metal Gear Solid V: The Phantom Pain                                 | PlayStation 3, PlayStation 4, Xbox One, Xbox 360 et PC | Planification, scénariste, directeur, producteur, game designer          |
| Annulé | Silent Hills                                                         | PlayStation 4                                          | -                                                                        |
| 2019   | Death Stranding                                                      | PlayStation 4, PlayStation 5, Xbox Series et PC        | Scénariste, directeur, producteur, game designer                         |
| 2025   | Death Stranding 2: On The Beach                                      | PlayStation 5                                          | Scénariste, directeur, producteur, game designer                         |
| TBA    | OD                                                                   | TBA                                                    | Scénariste, directeur, producteur, game designer                         |
| TBA    | PHYSINT (titre provisoire)                                           | TBA                                                    | Scénariste, directeur, producteur, game designer                         |

### Livres
- (en-US) The Creative Gene: how books, movies, and music inspired the creator of Death Stranding and Metal Gear Solid, San Francisco, Viz, 2022 (1re éd. 2019) (ISBN 978-19-7472-591-5)

## Hideo Kojima et le cinéma

### Influences cinématographiques
Le cinéma a toujours eu une place centrale dans la famille de Hideo Kojima. Dans son enfance, son père – dont les réalisateurs préférés étaient Akira Kurosawa, Stanley Kubrick, Charlie Chaplin et Alfred Hitchcock – l'autorisait à regarder les films occidentaux qui passaient à la télévision japonaise. Il a alors pu découvrir très jeune les westerns, les films d'horreur et les longs-métrages européens. En grandissant, il s'est ensuite forgé ses propres goûts en se rendant régulièrement dans les salles de cinéma. Parmi ses réalisateurs favoris, il cite Dario Argento, John Carpenter et Martin Scorsese. Quant au film qui a le plus ses faveurs, son choix se porte sur 2001, l'Odyssée de l'espace de Stanley Kubrick. Rêvant d'être astronaute dans ses jeunes années, 2001 l'a complètement transporté et bouleversé. Il estime qu'il est indispensable de le voir au cinéma pour en ressentir toute la portée. Certaines œuvres ont directement influencé son travail. En 2017, il évoque notamment l'influence de La Grande Évasion sur la saga Metal Gear. Relatant la fuite d'officiers alliés d'un camp allemand de la Seconde Guerre mondiale, Kojima voulait reproduire la tension présente dans ce film chez le joueur. Tout comme le personnage joué par Steve McQueen, Solid Snake est forcé de se cacher et fuir pour échapper à ses ennemis. Halloween, la nuit des masques a eu également un impact direct sur les caméras de Metal Gear Solid. Avec la 3D introduite par la PlayStation, Kojima a pu reproduire la peur qu'éprouve Laurie Strode dans le chef-d'œuvre de John Carpenter. En effet, la jeune femme, contrainte de se cacher dans un placard pour se protéger, a inspiré au japonais l'idée de placer le joueur en vue à la première personne lorsqu'il se dissimule dans un placard ou sous un carton. Les jeux vidéo signés « Hideo Kojima » sont truffés de références cinématographiques. On peut citer, par exemple, le bandana de Solid Snake inspiré par celui de Robert De Niro dans Voyage au bout de l'enfer, le cache-œil et le nom de code « Snake » de Big Boss hérités du personnage de Snake Plissken dans New York 1997, ou encore le nom du personnage Hal Emmerich en forme de clin d'œil au supercalculateur HAL 9000 de 2001, l'Odyssée de l'espace.
En 2014, Hideo Kojima déclare au site IGN.com que ses cinq films favoris sont : Blade Runner de Ridley Scott, Mad Max 2 de George Miller, Entre le ciel et l'enfer de Akira Kurosawa, Taxi Driver de Martin Scorsese et 2001, l'Odyssée de l'espace de Stanley Kubrick.

### Projet d'un filmMetal Gear
Le projet d'un film Metal Gear Solid remonte aux années 2006 et 2007. À cette époque, Sony annonce avoir acheté les droits pour une adaptation cinématographique du célèbre jeu d'infiltration. En 2008, des rumeurs font état de l'intérêt du réalisateur Paul Thomas Anderson pour porter sur grand écran les aventures de Snake. Ces mêmes rumeurs indiquent que Kojima devrait produire le film. En 2012, le projet refait parler de lui lors de la célébration des 25 ans de la saga MGS À Tokyo. On apprend alors qu'Avi Arad produira le long-métrage, et qu'Hideo Kojima obtient le poste de superviseur et producteur exécutif, refusant donc l'écriture et la réalisation, mais gardant le choix de l'acteur pour le rôle de Snake. Le créateur japonais évoque alors son envie de voir Hugh Jackman revêtir les habits du soldat légendaire. En 2014, Sony Pictures révèle finalement que Jordan Vogt-Roberts s'occupera de la réalisation. En 2017, Vogt-Roberts, interrogé par le site Collider, fait la déclaration suivante : « Nous travaillons sur le scénario. C'est une licence pour laquelle je vais me battre bec et ongles afin qu'elle soit adaptée comme il faut ; c'est si facile à rater et si facile pour un studio de transformer ça en G.I. Joe et ou en faire un Mission: Impossible ou autre chose. Or, Metal Gear Solid a besoin d'être Metal Gear Solid ».

### Regard des cinéastes sur Hideo Kojima
« Les petits détails auxquels il s’attache, c’est ce qui fait la différence. Si je tourne dans une maison, je passe du temps sur les rideaux parce que c’est le dernier des détails. Lui, il va s’attarder sur le clignement de l’œil du cheval. Hideo Kojima est d’un perfectionnisme à toute épreuve. »

— Nicolas Winding Refn

« J’ai toujours pensé que j’adorerais voir un film de M. Kojima. Mais après avoir vu les derniers trailer de MGS, je me rends compte que j’avais tort : à sa manière, il fait déjà du cinéma. Et les jeux Metal Gear Solid sont déjà des films : les films du futur. »

— Park Chan-wook

« Kojima reste une source d’inspiration majeure pour moi. Son travail est une fenêtre vers le futur de ce média. »

— Guillermo Del Toro

« Metal Gear Solid 1 fait partie des jeux qui m’ont inspiré. Il est sorti en Afrique du Sud au moment où je déménageais au Canada. C’était un moment important dans ma vie. C’est le genre de chose qui marque votre esprit. »

— Neill Blomkamp

« Quelqu'un, comme Kojima-san, apparaît comme préparé à repousser les limites. Les compétences que je peux voir chez les grands cinéastes, je les vois dans le travail de Kojima-san. Le langage visuel, la syntaxe, l'imagerie fascinante : tout est là, dans le but de livrer au public une expérience intense. Le risque, c'est que les gens peuvent ne pas l'accepter. C'est trop radical d'une certaine manière. D'un autre côté, vous changez le médium dans lequel vous travaillez. »

— George Miller (réalisateur australien)

« S'il existe un maître en la matière, sachant combiner le plaisir d'un jeu avec la satisfaction d'un récit, alors ce maître est Hideo Kojima. »

— J.J. Abrams

« Je savais déjà que Death Stranding était brillant, et qu'il deviendrait quelque chose d'incroyable. Je ne le vois que maintenant, un film ne pourrait pas lui rendre justice. [...] Kojima fait quelque chose que je ne pourrais définitivement pas faire. »

— Mamoru Oshii

## Postérité thématique de ses jeux
Hideo Kojima est notamment reconnu pour avoir prédit à travers ses œuvres certaines problématiques du monde moderne et exploré des thèmes bien avant qu'ils acquièrent une notoriété publique, et ce à de nombreuses reprises, allant du domaine sociologique et politique jusqu'au domaine scientifique.
Le principal exemple de cette situation concerne l'intrigue de Metal Gear Solid 2: Sons of Liberty, sorti le 13 novembre 2001, qui a abordé des idées et des concepts devenus culturellement significatifs dans les années 2010. Parmi ses thèmes figuraient la politique de l'ère post-vérité, les faits alternatifs, les chambres d'écho, les fake news, les flux d'informations générés par l'intelligence artificielle, la surcharge informationnelle au sein d'une société de l'information ainsi que le politiquement correct. Bien que le jeu ait été universellement salué dès sa sortie pour son gameplay et son souci du détail, son intrigue était un sujet qui faisait débat parmi les joueurs et la presse, certains la jugeant « absurde » et « incompréhensible ». Des réinterprétations de cette dernière ont commencé à faire surface dans les années 2010, elle fut alors qualifiée d'« incomprise » en son temps, d'étrangement presciente et de « nécessaire pour le climat politique à venir », notamment pour avoir prédit avec une précision frappante certains des enjeux culturels de cette période,. GamesRadar+ a mis en parallèle la prescience du jeu avec le scandale Facebook-Cambridge Analytica et les accusations d'ingérences russes dans l'élection présidentielle américaine de 2016. Le concept de "Sélection pour la santé mentale de la société" présenté dans le jeu a également été l'une des bases du document Filtration Failure : On Selection for Societal Sanity, écrit par Adrian Mróz et publié dans la revue universitaire Kultura i Historia (pl).
Dans Metal Gear Solid V: The Phantom Pain, sorti le 1er septembre 2015, la bactérie Wolbachia est utilisée pour stopper la reproduction du "parasite des cordes vocales" (un élément fictif inscrit dans l'univers du jeu). À cette époque, l'utilisation à grande échelle de la Wolbachia pour lutter contre les maladies transmises par les insectes comme le paludisme et la dengue n'existait que dans des modèles informatiques simulés et n'était utilisé que lors d'essais sur le terrain en Australie,. Son déploiement a été proposé l'année suivante lors du pic de l'épidémie de Zika en Amérique. À partir de 2019, les déploiements à grande échelle de la bactérie Wolbachia sont devenus le moyen le plus efficace de contrôler et d'éradiquer les épidémies liées aux moustiques, avec des résultats satisfaisants en Malaisie, à Singapour, au Sri Lanka, en Indonésie, au Vietnam et au Brésil.
Dans Death Stranding, sorti le 8 novembre 2019, Kojima présente un cadre post-apocalyptique dans lequel la population vit isolée dans les villes et dans des abris de survie, incapable de sortir à cause des conditions dangereuses liées à un événement appelé le "Death Stranding". Ainsi, les habitants du monde entier comptent sur les "porteurs", des travailleurs qui risquent leur vie en effectuant des livraisons, pour recevoir et échanger les ressources nécessaires à la survie des uns et des autres. Au début de l'année 2020, de nombreux journalistes ont relevé des similitudes avec la pandémie de COVID-19, notamment l'accent mis par le jeu sur les thèmes de l'isolement, de la solitude et de la division politique,.

## Récompenses et critiques
Newsweek cite Hideo Kojima comme l'une des dix personnes les plus importantes de 2002. En 2008, Next-Gen le classe 7e des 100 meilleurs développeurs de jeu vidéo de 2008. En 2009, IGN le classe 6e des meilleurs créateurs de jeu de tous les temps. Lors des MTV Game Awards de 2008, Hideo est le premier à recevoir un Lifetime Achievement Award pour un concepteur de jeu et a également reçu un Lifetime Achievement Award lors de la Game Developers Conference de 2009,. En 2014, la UNESCO's Bradford City of Film décerne à Kojima le prix inaugural "Cinematography in Videogames", « pour sa maîtrise remarquable de la mise en scène, de la narration et de la cinématographie » dans le domaine vidéoludique. En février 2016, l'Academy of Interactive Arts and Sciences (AIAS) lui décerne un Hall of Fame pour l'importance de ses contributions au monde du jeu vidéo. Le prix lui est remis sur scène par le réalisateur Guillermo Del Toro, avec qui il a travaillé sur le jeu annulé Silent Hills. En décembre 2016, il reçoit le prix "Industry Icon" lors des Game Awards 2016. Lors de cet événement chargé d'émotions, il explique qu'il pensait avoir tout perdu à la suite de son départ de chez Konami mais qu'il avait réussi à repartir de l'avant. En avril 2020, la British Academy of Film and Television Arts (BAFTA) lui décerne un Fellowship Award en reconnaissance de sa contribution créative à l'industrie du jeu vidéo.
Kojima est aussi critiqué pour son travail d'écriture sur ses jeux. En 2011, Agness Kaku, une traductrice ayant travaillé à la localisation de Metal Gear Solid, dit dans une interview pour GamesTM : « I think he’s a writer. The fact that he would even be considered one shows how low the standards are in the game industry. Nothing in Metal Gear Solid 2 is above a fanfic level. He wouldn’t last a morning in a network TV writers’ room. » Peu avant la sortie de Metal Gear Solid V: The Phantom Pain, en 2015, Edward Smith de l'International Business Times estime qu'en tant qu'auteur, Kojima est très mauvais, multipliant les références pour une simple citation, écrivant des dialogues volontairement abscons, insérant des rebondissements scénaristiques rendant l'intrigue générale incohérente et les situations absurdes, mais il est respecté afin de sauver les apparences : « We praise him in our own defence. [...] We incrementally and imperceptibly lower the bar for this already struggling culture. ». En 2020, Colin Campbell pour Polygon, écrit après avoir terminé Death Stranding, que l'idée que Kojima écrive un film le terrifie car il est à ses yeux un mauvais auteur, abusant des mêmes astuces d'écriture pour les personnages et delongs dialogues d'exposition, mais reconnait que le jeu est excellent pour son narrative design.